# Clorură de scandiu

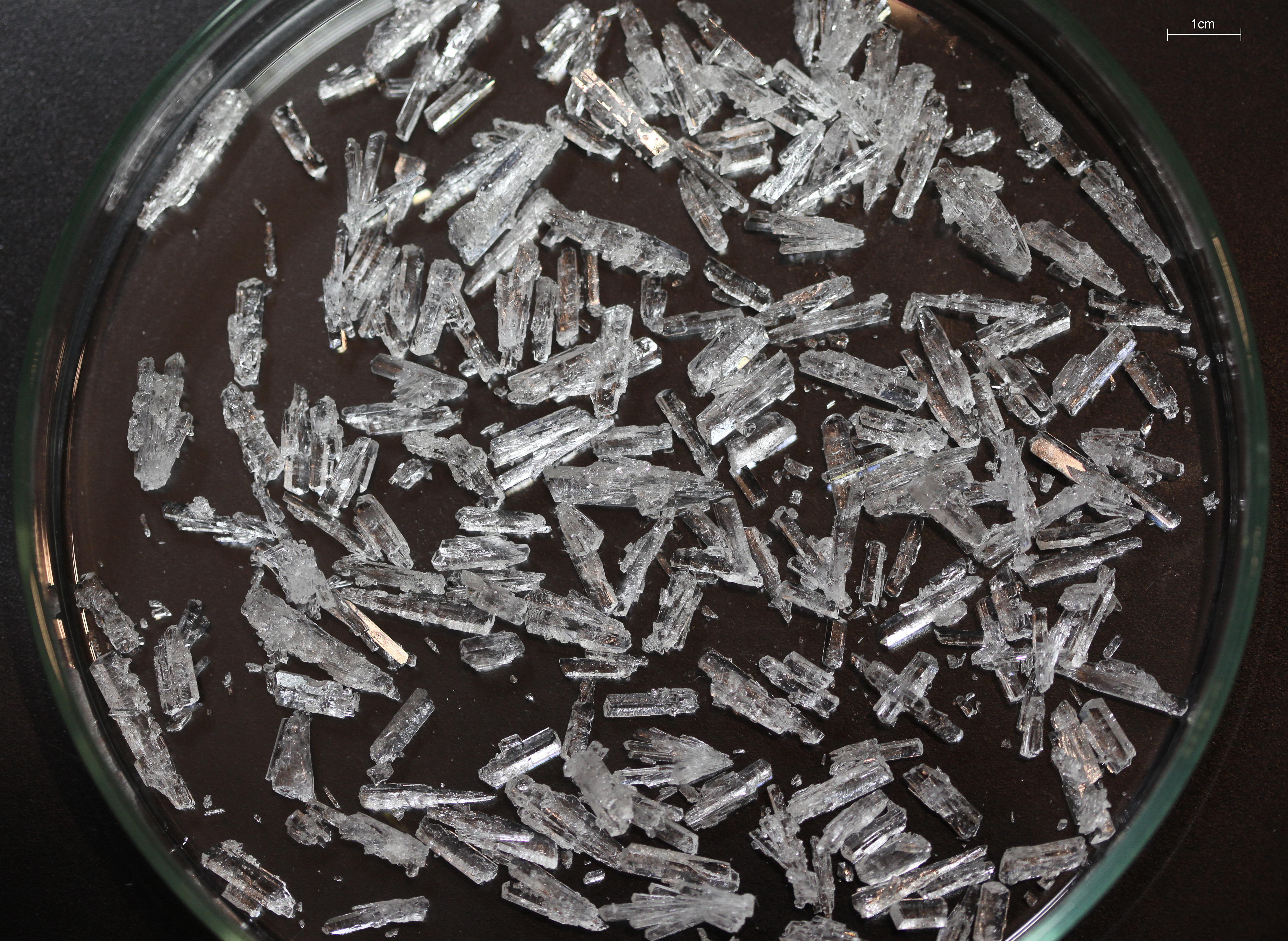
ScCl_{3}•6 H_{2}O

Clorura de scandiu este o sare a scandiului cu acidului clorhidric cu formula chimică ScCl3.